# Sylvia Telles
Pour les articles homonymes, voir Telles.
Sylvia Telles (Rio de Janeiro, 27 août 1934 - Maricá, 17 décembre 1966), également connue sous le nom de Sylvinha, est une chanteuse brésilienne et l'une des interprètes des premières heures de la bossa nova.

## Biographie

### Famille
Sylvia Telles est la fille de Maria Amelia D'Atri, une Française, et de Paul Telles, un Brésilien passionné de musique classique. Son frère aîné, Mario Telles, est aussi musicien. Elle rêve de devenir danseuse, mais prend des cours de théâtre et y découvre son talent pour le chant.

### Carrière
En 1954, Billy Blanco, un ami de la famille, remarque le talent de Sylvinha et la présente à des amis musiciens. Lors de ces réunions, elle rencontre les grands noms de la radio de l'époque, tels Anibal Augusto Sardinha, « O Garoto » (« le garçon »), qui l'aide à trouver du travail dans des clubs et discothèques. Ce sera le début de sa carrière professionnelle.
L'année suivante, le comédien Colé l'invite à participer à une comédie musicale appelée Gente bem e champanhota, jouée au Théâtre Follies de Copacabana. Sylvinha y interprète la chanson Amendoim torradinho de Henry Beltran, accompagnée par le musicien et avocat José Cândido de Mello Mattos, O Candinho. Ils commencent alors une relation de couple.
La prestation de Sylvinha lors de ce spectacle attire l'attention du label Odeon, qui l'embauche en exclusivité.
Peu de temps après, O Garoto décède, sans pouvoir voir le lancement du premier disque de Telles.
En juin 1955, elle enregistre la chanson Amendoim torradinho qui la fait connaître à la radio et qui lui permet de remporter le prix de chanteuse révélation en 1955, décerné par le journal O Globo.
En 1956, Sylvinha et Candinho animent le programme TV Rio Música e romance, recevant comme invités Tom Jobim, Dolores Duran, Johnny Alf et Billy Blanco.
En 1958, l'appartement des parents de Nara Leão, alors âgée de quinze ans, devient un lieu de rencontre de musiciens. Ronaldo Bôscoli, un des assidus des réunions, agit en qualité de producteur du groupe. Sylvia Telles, qui était déjà connue, est appelée pour participer à un spectacle du Grupo Universitário Hebraico (Groupe Universitaire Hébraïque) avec, notamment, Carlos Lyra et Roberto Menescal. C'est dans ce show, Carlos Lyra, Sylvia Telles e os seus Bossa nova (Carlos Lyra, Sylvia Telles et leurs bossa-novas), que l'expression « bossa nova » est utilisée par la première fois.
Sylvinha se produit dans différents pays comme les États-Unis, la Suisse, la France et l'Allemagne. En plus de chanter, Sylvia Telles jouait à la guitare et au piano.

### Vie privée et mort
Au début de sa carrière, alors qu'elle chantait dans des locaux qui produisaient de la musique en direct, elle rencontre le chanteur et guitariste João Gilberto, qui devient son compagnon ; cependant, la famille de Telles n'aime pas le jeune homme ni son style de vie, et s'oppose à cette relation qui s'arrête.
Sylvinha et Candinho se marient et ont eu une fille ensemble, Claudia Telles. Le couple divorcera quelques années après ce mariage.
En 1960, Sylvia se marie à Las Vegas avec le producteur de musique Aloysio de Oliveira,. Elle s'en sépare en 1964.
Sylvia Telles meurt en 1966, à 31 ans, dans un accident de voiture sur la route Amaral Peixoto, au niveau de la ville de Maricá, en compagnie de son compagnon Horacinho de Carvalho, fils d'une personnalité de la haute société Lily Marinho de Carvalho. Le jeune homme, qui s'est endormi au volant, décède également dans l'accident.

## Spectacles
- 1955 - Gente bem e champanhota - théâtre Follies, Rio de Janeiro
- 1959 - I Festival de Samba Session - Université fédérale de Rio de Janeiro, Praia Vermelha - Rio de Janeiro
- 1961 - Skindô - Golden Room do Copacabana Palace, Rio de Janeiro et en d'autres lieux à São Paulo, Buenos Aires et Montevidéu.
- 1962 - Sonho de moça - discothèque Au Bon Gourmet, Rio de Janeiro
- 1964 - Silvinha faz Zum Zum - discothèque Zum Zum, Rio de Janeiro
- 1964 - O remédio é bossa - avec Tom Jobim, Os Cariocas, Alaíde Costa, Carlos Lyra. Réalisé au Teatro Paramount de São Paulo
- 1965 - Reencontro - avec Edu Lobo, Tamba Trio et Quinteto Villa Lobos. Réalisé au Teatro Santa Rosa, Rio de Janeiro
- 1966 - Sylvia Telles e Edu Lobo - en République Fédérale d'Allemagne.

## Discographie
- 1955 - Amendoim torradinho (Henrique Beltrão)/Desejo (Garoto/José Vasconcelos/Luiz Cláudio) - 78rpm - label Odeon.
- 1955 - Menina (Carlos Lyra)/Foi a noite (Tom Jobim/Newton Mendonça - 78rpm - label Odeon.
- 1957 - Carícia - inclut la chanson Chove lá fora Tito Madi - LP/CD - label Odeon.
- 1958 - Silvia - inclut la musique Estrada do sol (Tom Jobim/Dolores Duran) - LP/CD - label Odeon.
- 1958 - Silvia Teles e Luiz Bonfá - EP - label Odeon.
- 1959 - Amor de gente moça - inclut les chansons Só em teus braços (Tom Jobim) et A felicidade (Tom Jobim/Vinicius de Moraes) - LP/CD - label Odeon.
- 1959 - Canta para gente moça - EP - label Odeon.
- 1960 - Amor em Hi-Fi - LP/CD - label Philips.
- 1961 - Sylvia Telles U.S.A. - LP/CD - label Philips.
- 1962 - Bossa nova mesmo - Carlos Lyra, Laís, Lúcio Alves, Vinicius de Moraes e o conjunto Oscar Castro-Neves - LP - label Philips.
- 1963 - Bossa, balanço, balada - LP/CD - label Elenco.
- 1964 - Bossa session - Lúcio Alves e Roberto Menescal e o seu conjunto - LP/CD - label Elenco.
- 1964 - It might as well be spring - LP/CD - label Elenco).
- 1964 - The face I love - LP/CD - gravadora Knapp (atual Universal Records) (versão americana do LP "It might as well be spring").
- 1965 - The music of Mr. Jobim by Sylvia Telles - LP/CD - label Elenco.
- 1965 - Sylvia Telles sings the wonderful songs of Antonio Carlos Jobim - LP/CD - label Knapp (atual Universal Records) (versão americana do LP "The music of Mr. Jobim by Sylvia Telles").
- 1966 - Reencontro - Edu Lobo, Tamba Trio et le Quinteto Villa-Lobos - LP/CD - label Elenco.
- 1966 - Folklore e Bossa Nova do Brasil - avec Edu Lobo, Rosinha de Valença et autres - LP/CD - label Saba (Alemanha).

### Hommage
- 1997 - Por causa de você - dedicado à Sylvinha Telles - Claudia Telles - CD - label CID.